# Epimedium
Epimedium, és un gènere de plantes dins la família Berberidaceae. La majoria de les seves espècies són endèmiques de la Xina, unes poques es troben a Àsia o a la regió mediterrània.
Les espècies d'Epimedium són plantes perennes amb rizoma, caducifòlies o de fulla persistent. La majoria tenen flors en forma d'aranya.
Contenen icariina,la qual inhibeix el PDE5 com ho fa el sildenafil, l'ingredient actiu de la Viagra. Per tant, es fa servir com un afrodisíac i en el tractament de la disfunció erèctil. També s'usa per al tractament de l'osteoporosi.

## Espècies acceptades
1. Epimedium acuminatum
2. Epimedium alpinum
3. Epimedium baiealiguizhouense
4. Epimedium baojingensis
5. Epimedium borealiguizhouense
6. Epimedium brachyrrhizum
7. Epimedium brevicornum
8. Epimedium campanulatum
9. Epimedium chlorandrum
10. Epimedium circinatocucullatum
11. Epimedium coactum
12. Epimedium davidii
13. Epimedium dewuense
14. Epimedium diphyllum
15. Epimedium dolichostemon
16. Epimedium ecalcaratum
17. Epimedium elatum
18. Epimedium elongatum
19. Epimedium enshiense
20. Epimedium epsteinii
21. Epimedium fangii
22. Epimedium fargesii
23. Epimedium flavum
24. Epimedium franchetii
25. Epimedium glandulosopilosum
26. Epimedium grandiflorum
27. Epimedium hunanense
28. Epimedium ilicifolium
29. Epimedium jingzhouense
30. Epimedium koreanum
31. Epimedium latisepalum
32. Epimedium leptorrhizum
33. Epimedium lishihchenii
34. Epimedium lobophyllum
35. Epimedium macrosepalum
36. Epimedium membranaceum
37. Epimedium mikinorii
38. Epimedium multiflorum
39. Epimedium myrianthum
40. Epimedium ogisui
41. Epimedium parvifolium
42. Epimedium pauciflorum
43. Epimedium perralderianum
44. Epimedium pinnatum
45. Epimedium platypetalum
46. Epimedium pinnatum
47. Epimedium pseudowushanense
48. Epimedium pubescens
49. Epimedium pubigerum
50. Epimedium pudingense
51. Epimedium qingchengshanense
52. Epimedium reticulatum
53. Epimedium rhizomatosum
54. Epimedium sagittatum
55. Epimedium sempervirens
56. Epimedium setosum
57. Epimedium shennongjiaensis
58. Epimedium shuichengense
59. Epimedium stellulatum
60. Epimedium sutchuenense
61. Epimedium trifoliolatobinatum
62. Epimedium truncatum
63. Epimedium wushanense
64. Epimedium zhushanense